# U-23 오세아니아 야구 선수권 대회
U-23 오세아니아 야구 선수권 대회(영어: U-23 Men's Baseball Oceania Championship)는 WBSC 오세아니아가 주관하는 국제 야구 대회로 23세 이하의 선수들이 참가한다. WBSC U-23 야구 월드컵 대회의 오세아니아 지역 예선을 겸한다.

## 대회 결과
| 연도 | 개최지         |                | 우승 | 준우승 | 3위 |
| ---- | -------------- | -------------- | ---- | ------ | --- |
| 2023 | 오스트레일리아 | 오스트레일리아 | 괌   | 없음   |     |